# Loi visant à sortir la France du piège du narcotrafic
Lire en ligne

Loi du 13 juin 2025 visant à sortir la France du piège du narcotrafic sur Légifrance

La loi du 13 juin 2025 visant à sortir la France du piège du narcotrafic est issue des travaux des sénateurs Étienne Blanc et Jérôme Durain.

## Historique
La commission d’enquête au Sénat sur l’impact du narcotrafic en France et les mesures à prendre pour y remédier, créée à l’initiative du groupe Les Républicains, lance ses travaux le 21 novembre 2023 et remet son rapport le 14 mai 2024.
La proposition de loi est déposée le 12 juillet 2024.
En février 2025, après l’arrestation de Mohamed Amra, le ministre de la Justice Gérald Darmanin dépose un amendement pour un nouveau régime d’isolement carcéral.
Elle est adoptée à l’unanimité au Sénat le 29 avril 2025 et par 396 voix contre 68 à l’Assemblée nationale le 29 avril 2025.

## Contenu
Titre 1er : organisation de la lutte contre le narcotrafic
- l’office anti-stupéfiants devient chef de file  en matière de lutte contre la criminalité organisé[3],
- création du Procureur de la République anti-criminalité organisée[4].

Titre II : lutte contre le blanchiment
Titre III : renforcement du renseignement administratif en matière de lutte contre le narcotrafic
Titre IV : renforcement de la répression pénale du narcotrafic
Titre V : mesures de procédure pénale et facilitation de l'utilisation des techniques spéciales d'enquête 
- révision du régime des repentis[5].

Titre VI : lutte contre la corruption liée au narcotrafic et contre la poursuite des trafics en prison
- création de « quartiers de lutte contre la criminalité organisée »[6],[7].

Titre VII : dispositions relatives à l'Outre-mer et dispositions finales